# Rumore shot

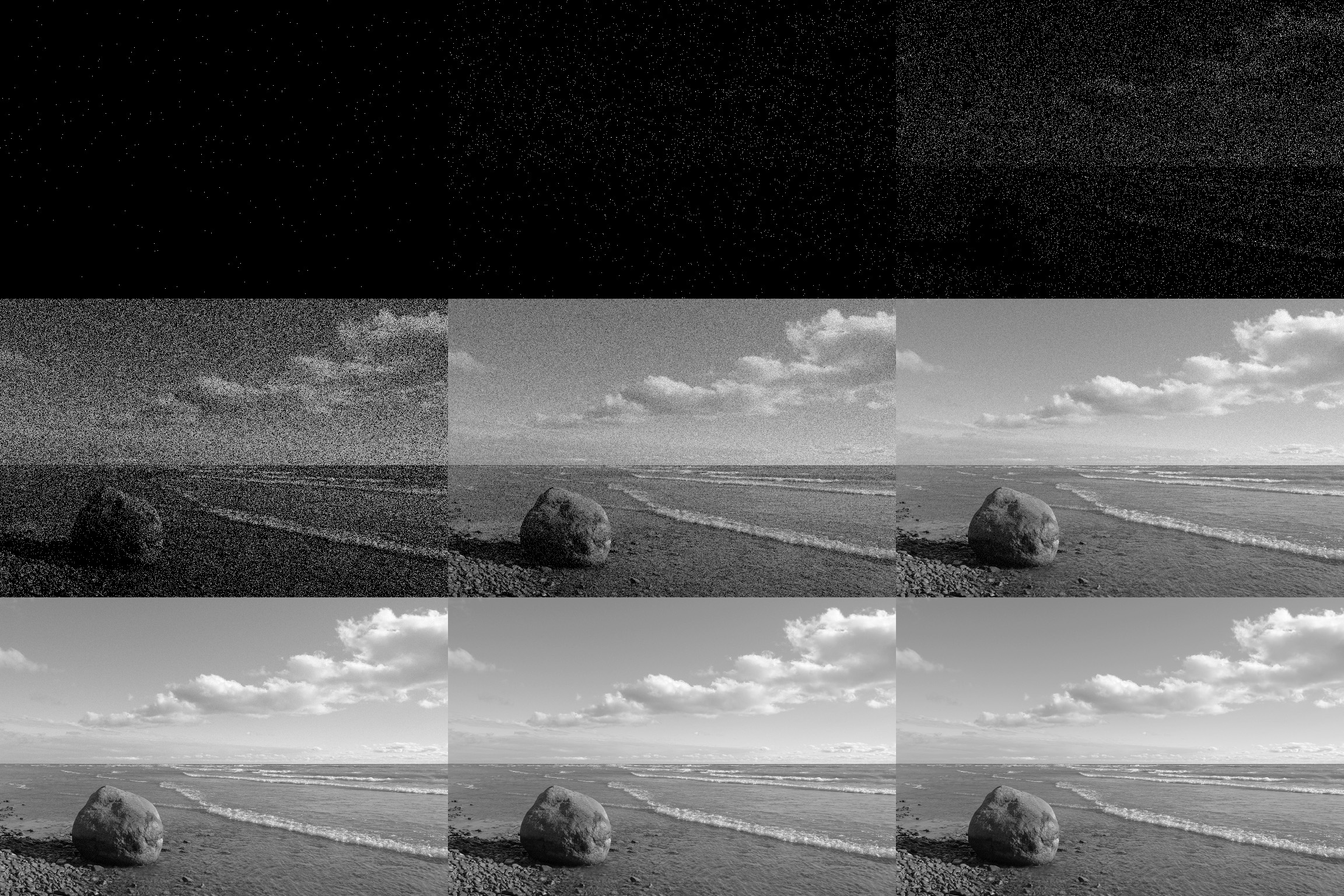
Simulazione di rumore shot per i fotoni. Numero di fotoni per pixel aumenta da sinistra a destra e dalla riga di sopra a quella di sotto.

Rumore shot (o rumore granulare o rumore Schottky o shot noise o rumore impulsivo) è un tipo di rumore che viene rappresentato come un Processo di Poisson.
In elettronica il rumore shot trae la sua origine dalla natura discreta delle cariche. Il rumore shot si ha anche nei dispositivi ottici in quanto i fotoni possono manifestarsi come particelle discrete, in questo caso lo shot noise è associato con natura di particella delle onde elettromagnetiche. 

## Descrizione
Negli esperimenti probabilistici, ad esempio lanciando una moneta e contando le volte che si hanno testa o croce, il numero di teste e croci dopo un gran numero di lanci differiranno tra di loro per una piccola percentuale, mentre se i lanci sono pochi vi sarà un eccesso significativo di teste o di croci; se l'esperimento con pochi lanci alla volta viene ripetuto, il risultato avrà delle notevoli fluttuazioni. Mediante la legge dei grandi numeri si può dimostrare che la fluttuazione relativa diminuisce come l'inverso della radice quadrata del numero dei lanci: un risultato generale per tutte le fluttuazioni statistiche tra cui il rumore shot.
Il rumore shot esiste in quanto fenomeni come la luce e la corrente elettrica sono il risultato del movimento discreto di particelle. Tanto per avere una idea consideriamo la luce generata da un puntatore laser contro una parete. Il numero dei fotoni che compone il fascio è di molti miliardi al secondo e quindi la macchia luminosa prodotta varia in maniera impercettibile nel tempo. Se però l'intensità del fascio viene variata fino ad avere pochi fotoni al secondo, la fluttuazione relativa diventa significativa per la stessa ragione per cui si hanno fluttuazioni significative con il lancio di poche volte di una moneta. Queste fluttuazioni rappresentano il rumore shot.
Il concetto di rumore shot è stato introdotto per la prima volta nel 1918 da Walter Schottky mentre studiava le fluttuazioni di corrente nelle valvole.
Il rumore shot può essere il rumore dominante quando il numero di particelle che trasportano energia (ad esempio gli elettroni in un circuito elettronico o i fotoni in un dispositivo ottico) è talmente piccolo che le fluttuazioni dovute alla distribuzione di Poisson, che descrive il verificarsi di eventi indipendenti casuali, sono significative. Tale fenomeno è importante in elettronica, telecomunicazioni, nei fotorivelatori e in fisica.

Il numero di fotoni che sono raccolti da un rivelatore, per valori medi di 1, 4 e 10, Distribuzione di Poisson.

Il termine rumore shot è anche usato per descrivere dei fenomeni, anche se solamente matematici, ma di origine simile. Per esempio, la simulazione di particelle può produrre un certo tipo di rumore, dovuto al piccolo numero di particelle che intervengono nella simulazione, in questo caso la simulazione ha delle fluttuazioni statistiche che non si verificano nel mondo reale.
La ampiezza del rumore shot aumenta con la radice quadrata del numero degli eventi aspettati mentre la corrente elettrica o l'intensità luminosa crescono linearmente. Quindi percentualmente la ampiezza del rumore diminuisce all'aumentare dell'intensità e di conseguenza migliora il rapporto segnale rumore dovuto a tale forma di rumore. Il rumore shot quindi diventa significativo solo quando le correnti sono di piccola ampiezza o la luce è di debole intensità.
Quando il numero degli eventi diventa grande la distribuzione di Poisson tende alla distribuzione normale attorno al valore medio, e gli eventi elementari (fotoni, elettroni ecc.) non sono più osservati singolarmente, rendendo di fatto il rumore shot indistinguibile dal rumore gaussiano. Poiché la deviazione standard del rumore shot è eguale alla radice quadrata del numero medio di eventi N, il rapporto segnale/rumore (SNR) è dato da:
{\displaystyle \mathrm {SNR} ={\frac {N}{\sqrt {N}}}={\sqrt {N}}.\,}
Di conseguenza se N è molto grande, il rapporto segnale rumore è anche molto grande, e le fluttuazioni relative in N dovute ad altre cause dominano sul rumore shot.

## Proprietà

### Dispositivi elettronici
La corrente elettrica è dovuta al flusso di cariche discrete (elettroni), non è un fluido continuo.
A causa del fatto che gli elettroni hanno una carica elementare molto piccola spesso, ma non sempre, il rumore shot è trascurabile. Tanto per avere una idea una corrente di un ampere consiste di circa {\displaystyle N\approx 6\times 10^{18}} elettroni al secondo; anche se questo numero fluttua per svariati miliardi in un secondo ({\displaystyle {\sqrt {N}}}), tale fluttuazione è insignificante rispetto alla corrente stessa. Inoltre spesso il rumore shot è trascurabile se paragonato alle altre due sorgenti di rumore come il rumore 1/f o il rumore termico. Tuttavia, essendo il rumore shot indipendente dalla temperatura e dalla frequenza, al contrario del rumore termico, che dipende dalla temperatura, e del rumore 1/f che diminuisce all'aumentare della frequenza, a bassa temperatura ed alta frequenza il rumore shot può divenire il rumore dominante.
Se le cariche agiscono in maniera indipendente l'una dall'altra, la densità spettrale in corrente del rumore shot è dato da:
{\displaystyle S_{P}=2eIB}
Dove {\displaystyle e} è la carica dell'elettrone, {\displaystyle I} è la corrente media circolante in corrente continua e
{\displaystyle B} è la larghezza di banda di misura. Si è aggiunto il pedice P per indicare che essendo gli eventi non correlati la statistica è poissoniana.
Ad esempio se la corrente che attraversa un diodo ha un valore medio di 1 nA e la banda di misura è di 10 MHz, la fluttuazione in corrente, dovuta allo shot noise, è mediamente 56 pA (cioè il 5.6%). Nei diodi la corrente è dovuta alla diffusione delle cariche e quindi la conduzione è costituita da eventi non correlati.
Nei conduttori metallici, ci sono correlazione a lungo range tra i portatori di carica, questo determina un rumore shot minore di quello previsto dalla distribuzione poissoniana.
Il ragionamento da fare in questo caso implica considerazioni di meccanica quantistica che tengono conto della trasmissione
{\displaystyle T_{n}} attraverso i vari {\displaystyle n} canali di conduzione,  la conduttanza
quantistica {\displaystyle {\frac {2e^{2}}{h}}} (h è la costante di Planck) e la statistica di Fermi-Dirac per gli elettroni. per cui se la tensione applicata è {\displaystyle V} la densità spettrale diviene: 
{\displaystyle S={\frac {4e^{3}}{h}}V\sum _{n}T_{n}(1-T_{n})B\ ,}
Nei dispositivi elettronici in generale si indica il grado di soppressione della fluttuazione statistica poissoniana mediante il 
fattore di Fano {\displaystyle F=S/S_{P}}. Il rumore prodotto da ogni canale è indipendente dagli altri differenti canali di conduzione. Si nota come canale perfettamente aperto ({\displaystyle T_{n}=1}) o perfettamente chiuso {\displaystyle T_{n}=0} producono rumore nullo, poiché non vi sono irregolarità nel flusso di elettroni.
Il rumore shot è bianco fino a frequenze dell'ordine dell'inverso del tempo di transito degli elettroni.

#### Vari casi
- Il  Diodo tunnel è caratterizzato da una bassa trasmissione in tutti i canali di trasporto, il flusso degli elettroni è poissoniano e quindi il fattore di Fano è pari a 1.
- Il contatto a punta quantistico è caratterizzato da una trasmissione ideale, quindi non produce nessun rumore, e il fattore di Fano è eguale a 0. Vi è una eccezione nel gradino tra le regioni piatte, quando il canale si apre e si produce rumore.
- Un filo metallico ha un fattore di Fano di 1/3 per qualsiasi geometria e materiale[5].
- Nei gas bidimensionali di elettroni in cui si ha l'l'effetto Hall quantistico frazionario la corrente è trasportata da quasiparticelle la cui carica è una frazione della carica dell'elettrone. La prima misura diretta della loro carica è stata fatta attraverso la misura della corrente dovuta al rumore shot[6]

### Dispositivi ottici
Dal flusso di energia {\displaystyle \Phi } per unità di tempo che incide su un rivelatore possiamo calcolare quanti fotoni
arrivano mediamente nell'intervallo di tempo {\displaystyle \Delta t\ }:
{\displaystyle <N>={\frac {\Phi \Delta t}{h\nu }}\,}
Dove {\displaystyle \nu \ } è la frequenza del fascio. In genere in ottica, il rumore shot descrive la fluttuazione del numero dei fotoni che arrivano sul rivelatore e tali fotoni sono per la maggior parte delle sorgenti non correlate. Il rivelatore converte più o meno efficacemente i fotoni in elettroni che a loro volta hanno rumore shot.
Quindi nel processo di conversione dei fotoni in elettroni si somma l'effetto dello shot noise dei fotoni e quello degli elettroni.
Per la maggior parte delle sorgenti, lampade ad incandescenza, LED e Laser monocromatici, il rumore shot ottico rappresenta il livello minimo di rumore. È necessario eseguire delle procedure molto complesse, come lo stato coerente squeezed, per riuscire a rendere il numero di fotoni raccolti con delle fluttuazioni minori della radice quadrata del valore medio misurato. Naturalmente ci sono
altri meccanismi di rumore nei segnali ottici che rendono spesso trascurabile il rumore shot. Quando questi sono assenti si parla di rivelatori ottici limitati dal rumore fotonico che è niente altro che lo shot noise che viene anche chiamato anche rumore quantistico.
Lo shot noise è facilmente osservabile nel caso dei fotomoltiplicatori e dei fotodiodi a valanga polarizzati a tensione di poco inferiore del breakdown (modo Geiger) in cui i singoli fotoni sono misurati. Tuttavia la stessa sorgente di rumore è presente anche con alta intensità di luce se misurata da un qualsiasi fotorivelatore, ed è direttamente misurabile se il rumore shot ottico è maggiore in maniera significativa del rumore dell'amplificatore elettronico successivo. Esattamente come altre forme di shot noise, la fluttuazione in fotocorrente dovuta al rumore shot ha una dipendenza dalla radice quadrata della intensità:
{\displaystyle (\Delta I)\propto {\sqrt {I}}}
Il rumore shot di un fasci ottico coerenti (che non hanno altro rumore) è un aspetto della fisica fondamentale, cioè è la manifestazione della fluttuazioni quantistiche del campo elettromagnetico. Nella rivelazione ottica a omodina lo shot noise nel rivelatore può essere attribuita o alle fluttuazioni di punto zero del campo elettromagnetico quantizzato o alla natura discreta del processo di assorbimento dei fotoni. Tuttavia il rumore shot non è una caratteristica specifica della quantizzazione del campo ed infatti la teoria semiclassica è in grado di predirlo. Quello che la teoria semiclassica non può però predire è lo stato stato coerente squeezed del rumore shot. Il rumore shot pone limite minimo sul rumore introdotto da amplificatori che sfruttando la meccanica quantistica preservando la fase dei segnali ottici.